# Clévid Dikamona
Clévid Florian Dikamona (* 23. Juni 1990 in Caen) ist ein französisch-kongolesischer ehemaliger Fußballspieler.

## Karriere

### Verein
Clévid Dikamona wurde im Jahr 1990 im französischen Caen in der Normandie geboren. Seine Fußballkarriere begann er in seinem Geburtsort bei den Vereinen Caen Nord Football, A.S. Guérinière und SM Caen. Im Alter von 18 Jahren wechselte er von den Junioren des SM Caen in die Reservemannschaft des Vereins. Im Jahr 2010 ging der Innenverteidiger zum Zweitligisten Le Havre AC. Dort kam er in den folgenden drei Jahren seiner Vertragslaufzeit in der ersten wie auch in der zweiten Mannschaft zum Einsatz. Von 2012 bis 2013 war er an Étoile Fréjus-Saint-Raphaël verliehen. Danach stand er jeweils für ein Jahr bei den unterklassigen Vereinen CS Sedan und Le Poiré-sur-Vie VF unter Vertrag. Im August 2015 wechselte Dikamona zum englischen Viertligisten Dagenham & Redbridge. Nachdem der Verein in der Saison 2015/16 als Tabellenvorletzter abgestiegen war, ging er zurück nach Frankreich und spielte beim FC Bourg-Péronnas. Nach einem Jahr wechselte er nach Griechenland zum dortigen Erstligisten AO Platanias. Im April 2018 verließ er den Verein vorzeitig, der am Ende der Saison abstieg. Danach spielte er kurzzeitig in Israel beim FC Bnei Sachnin, bevor er im September 2018 bei Heart of Midlothian unterschrieb. Im Juni 2020 wurde sein Vertrag nicht verlängert. Für Kilmarnock und Caen lief er noch einige Male auf, dann beendete er seine Karriere.

### Nationalmannschaft
Clévid Dikamona spielte in der französischen U-19. Am 17. Mai 2016 debütierte er für die Nationalmannschaft der Republik Kongo gegen Marokko. Mit der Mannschaft nahm Dikamona an der Qualifikation für den Afrika-Cup 2017, und der Qualifikation für die Weltmeisterschaft 2018 teil.